# Graciliraptor
Graciliraptor là một chi khủng long, được Xu X. & Wang X. L. mô tả khoa học năm 2004.